# Andrea Bari
Pour les articles homonymes, voir Bari (homonymie).
Andrea Bari, né le 5 mars 1980 à Senigallia, en Italie, est un joueur italien de volley-ball. Il mesure 1,84 m et joue au poste de libero. Il totalise 57 sélections en équipe d'Italie.

## Clubs
| Club                      | De        | À         |
| ------------------------- | --------- | --------- |
| Pallavolo Falconara       | 1996-1997 | 1998-1999 |
| Trasimeno Volley          | 1999-2000 | 1999-2000 |
| Zinella Volley Bologne    | 2000-2001 | 2000-2001 |
| Prisma Volley             | 2001-2002 | 2001-2002 |
| Umbria Volley             | 2002-2003 | 2002-2003 |
| Gioia del Volley          | 2003-2004 | 2004-2005 |
| Trentino Volley           | 2005-2006 | 2012-2013 |
| Porto Robur Costa Ravenne | 2013-2014 | ...       |

## Palmarès

### Club et équipe nationale
- Championnat du monde des moins de 19 ans (1)
  - Vainqueur : 1997
- Championnat d'Europe
  - Finaliste : 2011
- Championnat d'Europe des moins de 19 ans (1)
  - Vainqueur : 1997
- Championnat du monde des clubs (4)
  - Vainqueur : 2010, 2011, 2012, 2013
- Ligue des champions (3)
  - Vainqueur : 2009, 2010, 2011
- Championnat d'Italie (3)
  - Vainqueur : 2008, 2011, 2013
  - Finaliste : 2009, 2010, 2012
- Coupe d'Italie (3)
  - Vainqueur : 2010, 2012, 2013
  - Finaliste : 2011
- Supercoupe d'Italie (1)
  - Vainqueur : 2011
  - Perdant : 2008, 2010, 2012

### Distinctions individuelles
- Meilleur libero de la Ligue des champions 2010
- Meilleur libero de la Ligue des champions 2011
- Meilleur libero du Championnat d'Europe 2011